# Girls Against Boys
Girls Against Boys es una banda de rock/post-hardcore, formada en Washington D. C. en 1988 y actualmente residentes en Nueva York.
El grupo comenzó como un proyecto musical integrado por Eli Janney y el baterista de Fugazi, Brendan Canty. Posteriormente, Canty abandonó el proyecto y en 1991 Janney había reclutado a tres miembros de la banda Soulside, Scott McCloud, Johnny Temple y Alexis Fleisig, completando la actual formación de la banda. Girls Against Boys son quizás una de las bandas más notables en emplear guitarras de bajos duales, una rareza en la música rock. El álbum "Venus Luxure No.1 Baby" fue realizado en vivo íntegramente como parte de All Tomorrow's Parties, que forma parte del festival Don't Look Back, y en el vigésimo quinto aniversario de Touch and Go Records realizado en Chicago, en septiembre de 2006.
Ellos proporcionaron la música para la banda sonora de la película Series 7: The Contenders, y una canción para la banda sonora de la película de 1994, Clerks. Ellos también contribuyeron a la canción "Freaks", la banda sonora para la película Hedwig and the Angry Inch.
Scott McCloud actualmente trabaja en una banda llamada Paramount Styles. Después de que Girls Against Boys hiciera una pausa indefinida en el 2003, Eli Janney hizo de productora a tiempo completo para muchos otros trabajos.
En febrero de 2009, la banda comenzó una gira por Europa.

## Integrantes
- Eli Janney – bajo, coros, teclados
- Scott McCloud – voz, guitarra
- Johnny Temple – bajo
- Alexis Fleisig – batería

## Discografía

### Álbumes de estudio
- Tropic of Scorpio (Adult Swim Records, May 1992)
- Venus Luxure No. 1 Baby (Touch and Go Records, August 1993)
- Cruise Yourself (Touch and Go Records, September 1994)
- House of GVSB (Touch and Go Records, February 1996)
- Freak*on*ica (Geffen Records, 1998)
- You Can't Fight What You Can't See (Jade Tree Records, 2002)

### EP
- Nineties Vs. Eighties (Adult Swim, March 1992)
- Sexy Sam (Touch and Go, 1994)
- B.P.C./Satin Down (Your Choice Records, 1994)
- Disco Six Six Six (Touch and Go, October 1996)